# بولينغ غرين (كنتاكي)
بولينغ غرين (بالإنجليزية: Bowling Green, Kentucky)‏ هي مدينة تقع في مقاطعة وارين (كنتاكي) بولاية كنتاكي في وسط جنوب شرق الولايات المتحدة. تبلغ مساحة هذه المدينة 92.1 (كم²)، وترتفع عن سطح البحر 166.7 م، بلغ عدد سكانها 60600 نسمة في عام 2012 حسب إحصاء مكتب تعداد الولايات المتحدة وتصل الكثافة السكانية فيها 537.5 نسمة/كم2.

## التركيبة السكانية
حدّد مكتب تعداد الولايات المتحدة بيانات التركيبة السكانية لبولينغ غرين في تعداد الولايات المتحدة. في ما يلي، التركيبة السكانية حسب تعدادي 2000 و2010.

### تعداد عام 2000
بلغ عدد سكان بولينغ غرين 49,296 نسمة بحسب تعداد عام 2000، وبلغ عدد الأسر 19,277 أسرة وعدد العائلات 10,697 عائلة مقيمة في المدينة. في حين سجلت الكثافة السكانية 479.4 نسمة لكل كيلومتر مربع (1,241.6/ميل2). وبلغ عدد الوحدات السكنية 21,290 وحدة بمتوسط كثافة قدره 207.1 لكل كيلومتر مربع (536.4/ميل2).
وتوزع التركيب العرقي للمدينة بنسبة 80.82% من البيض و12.71% من الأمريكيين الأفارقة و0.23% من الأمريكيين الأصليين و1.95% من الأمريكيين ذوي الأصول الآسيوية و0.12% من سكان جزر المحيط الهادئ و2.16% من الأعراق الأخرى و2.01% من عرقين مختلطين أو أكثر و4.08% من الهسبانيون أو اللاتينيون من أي عرق.
بلغ عدد الأسر 19,277 أسرة كانت نسبة 28.9% منها لديها أطفال تحت سن الثامنة عشر تعيش معهم، وبلغت نسبة الأزواج القاطنين مع بعضهم البعض 38.5% من أصل المجموع الكلي للأسر، ونسبة 13.1% من الأسر كان لديها معيلات من الإناث دون وجود شريك،  بينما كانت نسبة 3.9% من الأسر لديها معيلون من الذكور دون وجود شريكة وكانت نسبة 44.5% من غير العائلات. تألفت نسبة 33.5% من أصل جميع الأسر من عدة أفراد يعيشون في نفس المنزل ونسبة 10.6% كانت تتألف من شخص يعيش بمفرده يبلغ من العمر 65 عاماً أو أكثر. وبلغ متوسط حجم الأسرة المعيشية 2.27، أما متوسط حجم العائلات فبلغ 2.91.
بلغ العمر الوسطي للسكان 28.6 عاماً. وكانت نسبة 19.9% من القاطنين تحت سن الثامنة عشر، وكانت نسبة 15.3% بين الثامنة عشر والرابعة والعشرين عاماً، ونسبة 25.9% كانت واقعةً في الفئة العمرية ما بين الخامسة والعشرين والرابعة والأربعين عاماً، ونسبة 17.1% كانت ما بين الخامسة والأربعين والرابعة والستين، ونسبة 10.7% كانت ضمن فئة الخامسة والستين عاماً فما فوق. يوجد لكل 100 أنثى 94.3 ذكر، ويوجد لكل 100 أنثى في الثامنة عشر من عمرها فما فوق 91.0 ذكر.
بلغ متوسط دخل الأسرة في المدينة 29,047 دولارًا، أما متوسط دخل العائلة فبلغ 40,320 دولارًا. وكان متوسط دخل الذكور 30,244 دولارًا مقابل 22,606 دولارًا للإناث. وسجل دخل الفرد الخاص بالمدينة 17,621 دولارًا. وكانت نسبة 15.7% من العائلات ونسبة 21.8% من السكان تحت خط الفقر، وكان من هؤلاء نسبة 25.7% تحت سن الثامنة عشر ونسبة 15% في الخامسة والستين من العمر وما فوق.

### تعداد عام 2010
بلغ عدد سكان بولينغ غرين 58,067 نسمة بحسب تعداد عام 2010، وبلغ عدد الأسر 22,735 أسرة وعدد العائلات 11,759 عائلة مقيمة في المدينة. في حين سجلت الكثافة السكانية 564.7 نسمة لكل كيلومتر مربع (1,462.6/ميل2). وبلغ عدد الوحدات السكنية 24,712 وحدة بمتوسط كثافة قدره 240.3 لكل كيلومتر مربع (622.4/ميل2).
وتوزع التركيب العرقي للمدينة بنسبة 75.80% من البيض و13.90% من الأمريكيين الأفارقة و0.27% من الأمريكيين الأصليين و4.16% من الأمريكيين ذوي الأصول الآسيوية و0.18% من سكان جزر المحيط الهادئ و3.02% من الأعراق الأخرى و2.67% من عرقين مختلطين أو أكثر و6.46% من الهسبانيون أو اللاتينيون من أي عرق.
بلغ عدد الأسر 22,735 أسرة كانت نسبة 27.4% منها لديها أطفال تحت سن الثامنة عشر تعيش معهم، وبلغت نسبة الأزواج القاطنين مع بعضهم البعض 33.1% من أصل المجموع الكلي للأسر، ونسبة 14.1% من الأسر كان لديها معيلات من الإناث دون وجود شريك،  بينما كانت نسبة 4.6% من الأسر لديها معيلون من الذكور دون وجود شريكة وكانت نسبة 48.3% من غير العائلات. تألفت نسبة 35.4% من أصل جميع الأسر من عدة أفراد يعيشون في نفس المنزل ونسبة 9.4% كانت تتألف من شخص يعيش بمفرده يبلغ من العمر 65 عاماً أو أكثر. وبلغ متوسط حجم الأسرة المعيشية 2.28، أما متوسط حجم العائلات فبلغ 2.99.
بلغ العمر الوسطي للسكان 27.6 عاماً. وكانت نسبة 20.1% من القاطنين تحت سن الثامنة عشر، وكانت نسبة 24.9% بين الثامنة عشر والرابعة والعشرين عاماً، ونسبة 25.6% كانت واقعةً في الفئة العمرية ما بين الخامسة والعشرين والرابعة والأربعين عاماً، ونسبة 18.7% كانت ما بين الخامسة والأربعين والرابعة والستين، ونسبة 10.7% كانت ضمن فئة الخامسة والستين عاماً فما فوق. وتوزع التركيب الجنسي للسكان بنسبة 48.3% ذكور و51.7% إناث.

## أعلام
- روبرت ويليام ولز
- سارة فرانسيس برايس
- دون راي
- بين كيث
- ويليام إف. بيري
- فرنسيس مكدونالد
- جون هينسلي
- بيل بوب
- ويليام بيكر روك
- رومين فيلدنغ
- سام بوش

## وصلات خارجية
- www.bgky.org
- The US50 - Cities and Towns in Kentucky State